# Hvozdec (okres České Budějovice)
Hvozdec (německy Hwostetz) je obec ležící v okrese České Budějovice v Jihočeském kraji, zhruba tři kilometry jihovýchodně od Lišova a 11 km východně od Českých Budějovic. Žije zde 139 obyvatel.

## Historie
První písemná zmínka o vsi (Hwozdecz), tehdy v držení vladyky Viléma ze Slavkova, pochází z roku 1362. K roku 1379 se Hvozde již uvádí v Rožmberském urbáři jako součást třeboňského panství, kterou pak zůstal celá následující staletí. Po zrušení poddanství býval Hvozdec střídavě součástí obce Zvíkov (1850 až 1922, 1943 až 1945, 1960 až 1976) či samostatnou obcí (1922 až 1943, 1945 až 1960 a nejnověji od 24. listopadu 1990), v letech 1976 až 1990 spadal pod obec Lišov.
V roce 1936 zde vznikl sbor dobrovolných hasičů a v roce 1949 jednotné zemědělské družstvo.

## Pamětihodnosti
- Sloupková zvonička před domem čp. 5

## Galerie

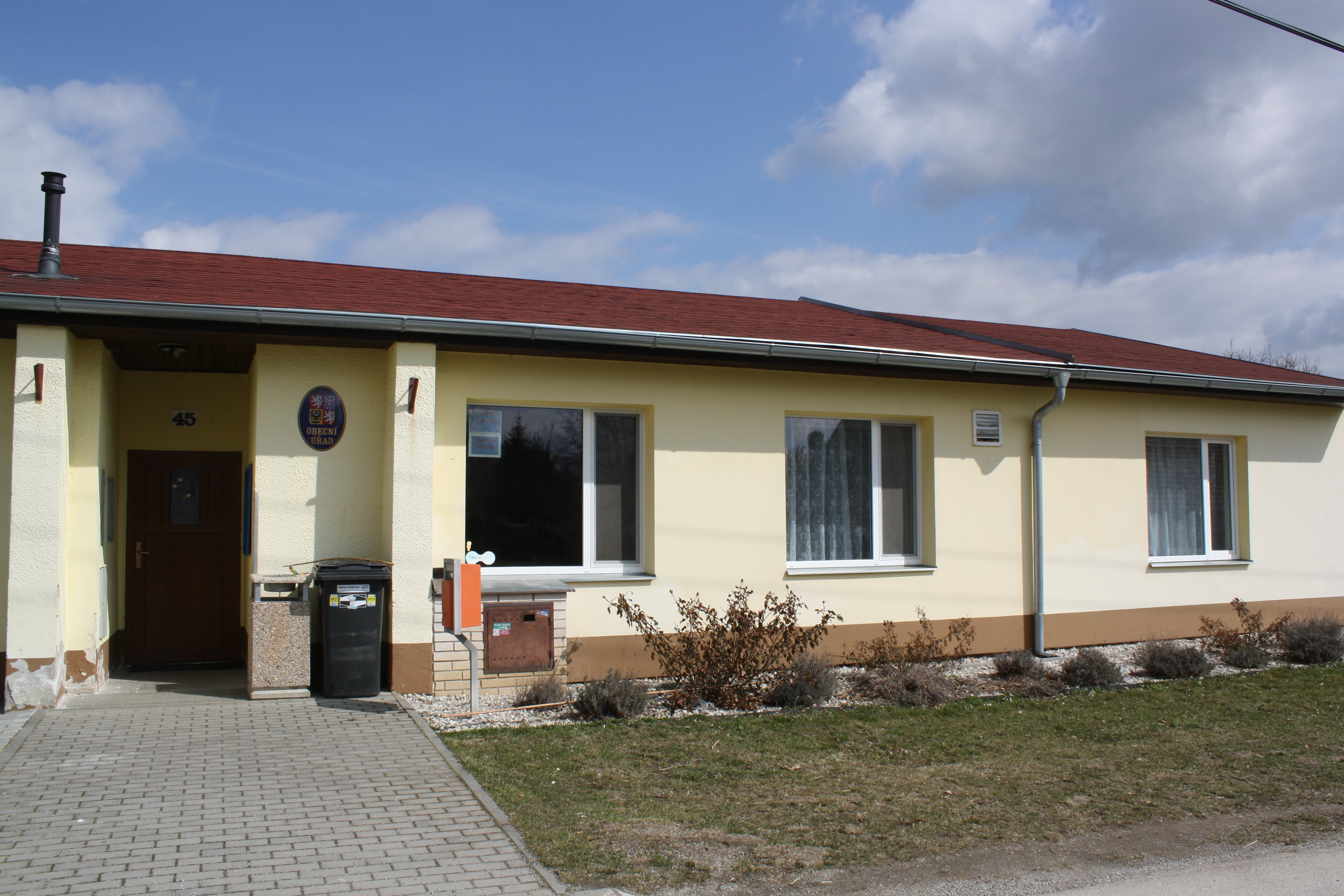
Obecní úřad
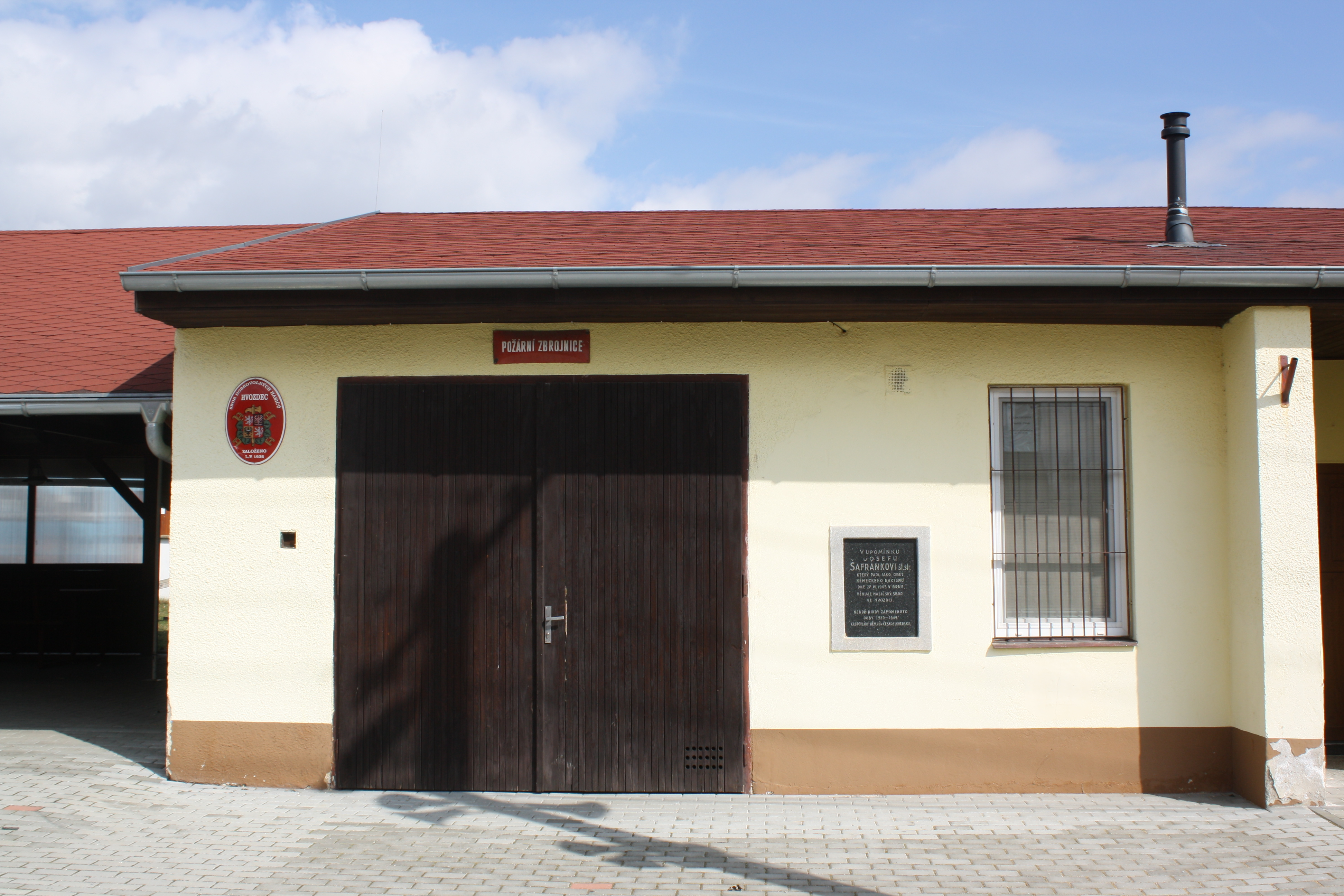
Požární zbrojnice
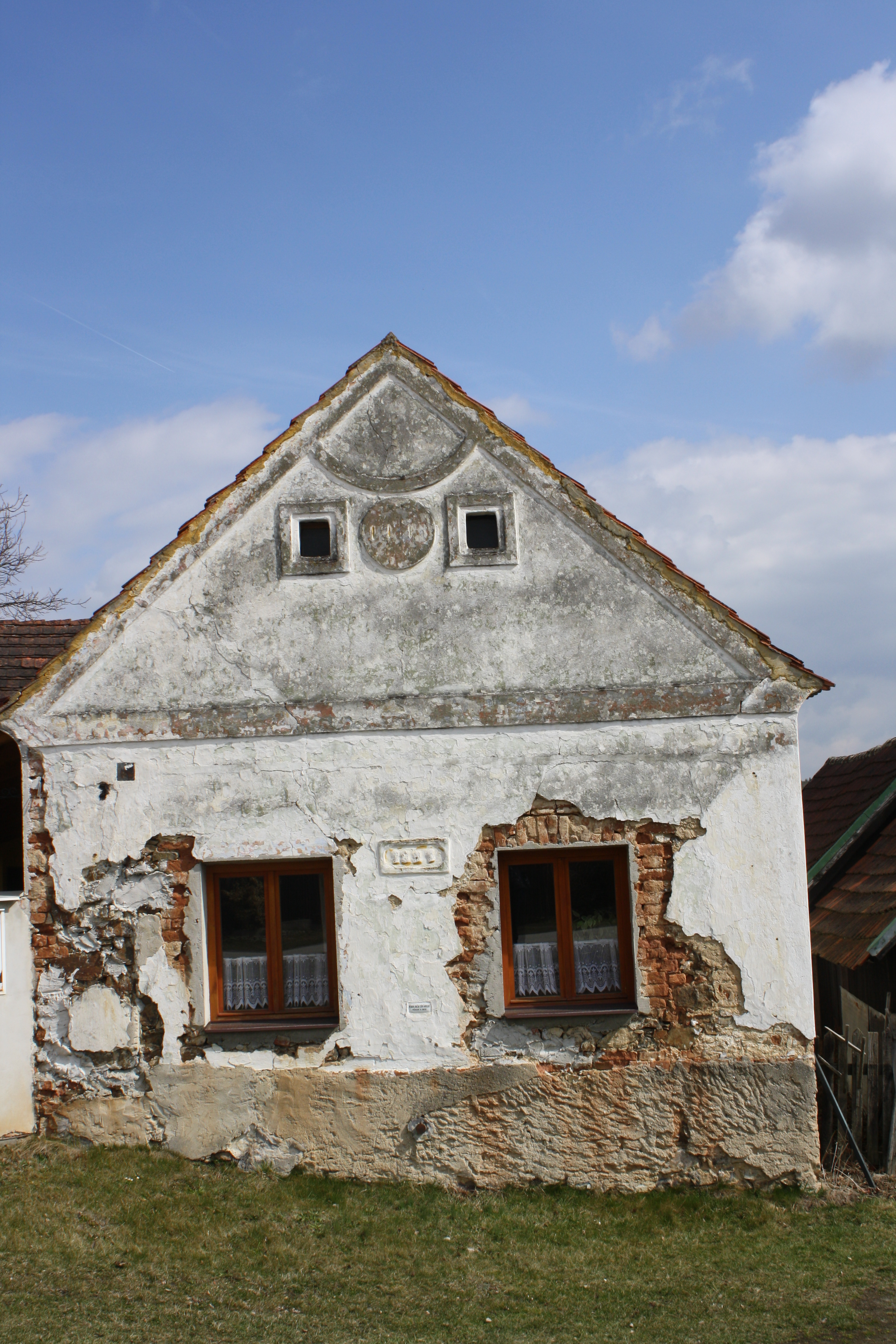
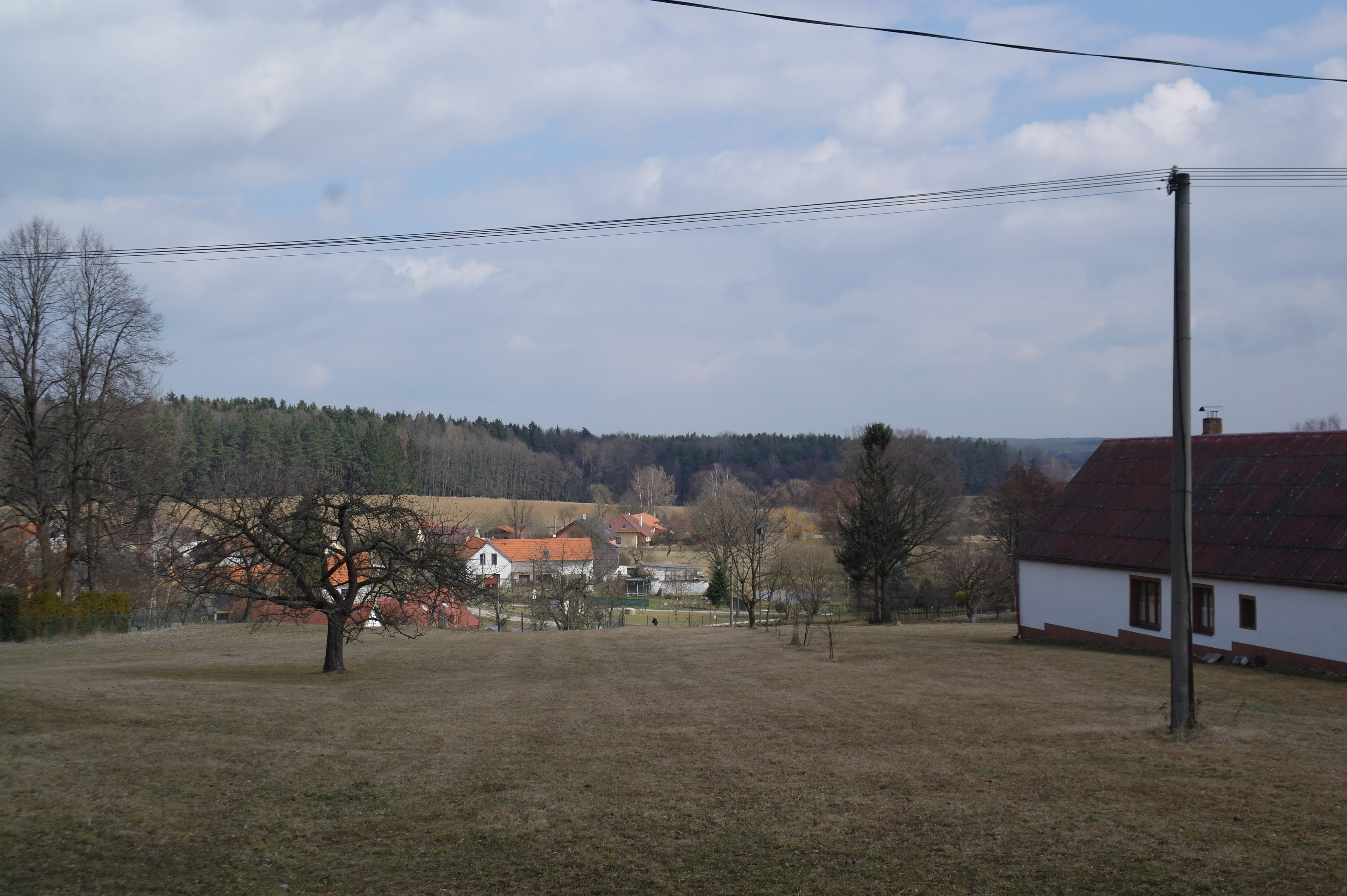
Pohled na obec